# Designações de mísseis ar-superfície da Organização do Tratado do Atlântico Norte
Aqui está uma lista com as designações usadas pela OTAN para referenciar os mísseis ar-superfície usados pela extinta União Soviética.
- AS-1 Kennel
- AS-2 Kipper
- AS-3 Kangaroo
- AS-4 Kitchen
- AS-5 Kelt
- AS-6 Kingfish
- AS-7 Kerry
- AS-8
- AS-9 Kyle
- AS-10 Karen
- AS-11 Kitter
- AS-12 Kegler
- AS-13 Kingbolt
- AS-14 Kedge
- AS-15 Kent
- AS-16 Kickback
- AS-17 Krypton
- AS-18 Kazoo
- AS-19 Koala
- AS-X-19 Koala
- AS-20 Kayak
- AS-X-21